# رمزی والاس
رمزی والاس (انگلیسی: Ramsey Wallace؛ ‏ ۱۲ ژوئن ۱۸۸۳ – ۱۹۳۳) بازیگر اهل ایالات متحده آمریکا بود.
از فیلم‌هایی که وی در آن‌ها نقش داشته‌است، می‌توان به دخترک رام‌نشده اشاره نمود.